# 岡崎市西部地域交流センター・やはぎかん
岡崎市西部地域交流センター・やはぎかん（おかざきしせいぶちいきこうりゅうセンター やはぎかん）は、岡崎市矢作町にある公共施設。

## 概要
2008年（平成20年）2月17日オープン。JA矢作支店移転後の跡地に総事業費約10億円で建てられた。市は開館に先立ち、2007年（平成19年）10月15日から1か月間愛称を公募し、市内中岡崎町に住む市民の案が選ばれた。2月25日、宇頭町にあった岡崎市役所矢作支所は本センター1階に移転した。

## 施設の案内

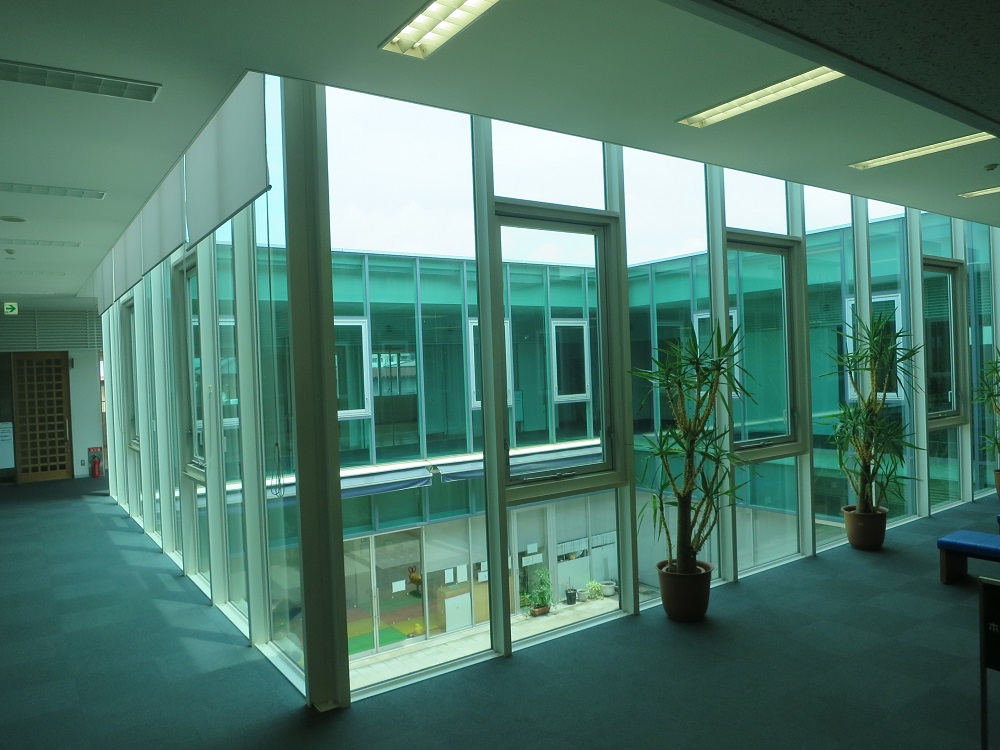
建物の内部（2階）

### 活動室・ホール等
利用時間は9:00～21:00。休館日は月曜日（祝日の場合は翌日）、12月29日から1月3日まで。
| 区分         | 定員  | 備考                               |
| ------------ | ----- | ---------------------------------- |
| 第1活動室 A  | 30人  | 有料。岡崎市の市民活動団体は半額。 |
| 第1活動室 B  | 30人  | 同上                               |
| 第2活動室    | 24人  | 同上                               |
| 第3活動室    | 30人  | 同上                               |
| ホール       | 400人 | 同上                               |
| ホール控室   | 8人   | 同上                               |
| 調理室       |       | 同上                               |
| プレイルーム |       | 無料                               |

### 矢作支所
開庁時間は月曜日～金曜日の午前8時30分～午後5時15分。

## 交通アクセス
- 名鉄名古屋本線「矢作橋駅」下車、徒歩で約2分。